# Mary Lascelles
Mary Madge Lascelles (7 février 1900 – 10 décembre 1995) est une universitaire spécialiste de la littérature britannique, qui travaille sur l’œuvre de Jane Austen, Shakespeare, Samuel Johnson et Walter Scott. Elle est directrice adjointe du Somerville College d'Oxford de 1947 à 1960, et chargée de cours puis maitre de conférences en littérature anglaise de 1960 à 1967 à l'Université d'Oxford.

## Jeunesse
Mary Lascelles est née le 7 février 1900 à Grenade, alors colonie britannique, de William Horace Lascelles et Madeline Barton,. Son grand-père paternel est Henry Lascelles, 4e comte de Harewood. Quand elle a trois ans, sa famille retourne en Angleterre, où ils vivent successivement à Monmouth, Suffolk, puis dans le Norfolk. Elle n'apprend à lire qu'à l'âge de huit ans, après que ses parents lui aient fait la lecture. Sa première éducation est dispensée par une gouvernante, puis elle fréquente la Sherborne School for Girls, un internat privé, dès l'âge de 15 ans.
En 1919, elle s'inscrit à Lady Margaret Hall, à Oxford, alors un collège réservé aux filles de l'Université d'Oxford, pour étudier l'anglais,. Son tuteur est Janet Spens et elle assiste également  aux conférences de Walter Raleigh. Elle obtient un baccalauréat ès arts (BA) de première classe en 1922; les femmes n'étaient autorisées à obtenir un diplôme d'Oxford que depuis 1920. À partir de 1922, elle entreprend des études de troisième cycle sous la direction de George Stuart Gordon (en).
En 1923, elle obtient une bourse de recherche au Westfield College, au cours de laquelle elle « a accès à un manuscrit non publié d'une version écossaise peu connue de l'histoire d'Alexandre, le Buik du roi Alexandre le Conquérant de Sir Gilbert Haye » au British Museum. Elle obtient son baccalauréat en lettres (BLitt) en 1926. Sa thèse est ensuite publiée sous le titre « Alexander and the Earthly Paradise in Mediaeval English Writings » dans Medium Ævum,.

## Carrière académique
Après avoir quitté Oxford, Lascelles est brièvement enseignante à la St Leonards School, une école privée de St Andrews, en Écosse. Elle part ensuite au Royal Holloway College de Londres, où elle est nommée maître de conférences en 1936,. Elle y donne 13 conférences par semaine au cours des deux années suivantes. L'un des cours magistraux porte sur Jane Austen.
En 1931, Lascelles part au Somerville College d'Oxford, où elle est nommée tutrice en langue et littérature anglaises. L'année suivante, en 1932, elle est élue membre du Somerville College,. Ses premiers besoins d'enseignement sont axés sur la « littérature du Moyen Âge à 1830 ». Pendant la Seconde Guerre mondiale, elle continue d'enseigner à Oxford ; cela comprend l'enseignement de l'anglais à Somerville et « des cours donnés aux cadets de la marine du collège des hommes ». Elle est également secrétaire de l'unité Home Guard basée près du domicile de ses parents dans le Norfolk pendant les longues vacances d'été. De 1947 à 1960, elle est également directrice adjointe du Somerville College sous la direction de Janet Vaughan,. En 1960, elle est nommée professeur d'université en littérature anglaise et doit ainsi arrêter de donner des cours particuliers, tout en conservant sa bourse de professeur,. De 1966 à 1967, elle est lectrice en littérature anglaise,. En 1967, sa vue déclinant, elle prend sa retraite du monde universitaire à temps plein et est nommée membre honoraire du Somerville College,.
Lascelles poursuit ses recherches après avoir quitté le monde universitaire à temps plein. Elle publie ensuite trois autres livres,. Elle est décédée le 10 décembre 1995 à Cromer, Norfolk, Angleterre, à 95 ans. Elle laisse de nombreux livres à la bibliothèque du Somerville College.
Lascelles reçoit le Prix Rose-Mary-Crawshay de la British Academy en 1940 pour son livre Jane Austen and Her Art (1939). En 1962, elle est élue membre de la British Academy (FBA), l'académie nationale des sciences humaines et sociales du Royaume-Uni. En 1982, elle reçoit à nouveau le prix Rose Mary Crawshay, cette fois pour son livre The Story-Teller Retrieves the Past (1980).

## Œuvres
- Mary Lascelles, Jane Austen and Her Art, Oxford, Oxford University Press, 1939[8] 1995 reprint
- Mary Lascelles, Shakespeare's Measure for Measure, London, Athlone Press, 1953 (lire en ligne )[9]
- Mary Lascelles, Imagined Worlds: essays on some English novels and novelists in honour of John Butt, London, Methuen, 1968, 139–56 p., « Scott and the Art of Revision »
- The Works of Samuel Johnson, Vol 9: A Journey to the Western Island of Scotland, New Haven, CT, Yale University Press, 1971 (ISBN 978-0300012514)
- Mary Lascelles, Notions and Facts: Collected Criticism and Research, Oxford, Clarendon Press, 1973 (ISBN 978-0198120223, lire en ligne )
- Mary Lascelles, The Story-Teller Retrieves the Past: Historical Fiction and Fictitious History in the Art of Scott, Stevenson, Kipling, and Some Others, Oxford, Clarendon Press, 1980 (ISBN 978-0198128021, lire en ligne )

- Mary Lascelles, The Adversaries and Other Poems, Cambridge, Rampant Lions Press, 1971